# Мамедов, Рамиз Султанали оглы
Рамиз Султанали оглы Мамедов (азерб. Məmmədov Ramiz Soltanəli oğlu, 26 сентября 1951, город Баку — 21 марта 2021, Баку) — советский и азербайджанский театральный деятель, актёр, Народный артист Азербайджанской Республики (2013).

## Биография
Родился Рамиз Султанали оглы Мамедов 26 сентября 1951 года в городе Баку.
Поступил на обучение в Азербайджанский государственный университет культуры и искусств. Будучи студентом института в 1975 году, Мамедов получил приглашение в Театр музыкальной комедии, с которым и связал всю свою творческую театральную жизнь. С первых дней работы в театре привлёк внимание коллектива своим талантом, своеобразным стилем игры. Его первые роли завоёвывает большое признание зрителей.
Али в «Свекрови», Гасан в «Бурной любви», герой в «Оз Айдын», Агаджан в «Разводе женимся», Рза Бек в «Не то, не то», Хамбал в «Котлах Бабирли» и другие роли — Мамедов играл талантливо и привлекательно. Он являлся искусным исполнителем жанра музыкальной комедии, отличался трудолюбием, инициативностью, большой любовью к искусству и неповторимым стилем игры. Он очень быстро стал ведущим артистом театра.
Ещё большую популярность актёр приобретает, играя различные роли в телевизионных передачах и проектах: «Утренние встречи», в сериалах «Юмористические новеллы», «Путешествие в мир комедий», в спектаклях «Человек в зеленых очках», «Изумрудная птица», «Операция свекрови», «Иди и принеси», «Əzəlim qözəlim», «Моя любовь». Снимался в художественных фильмах.
Мамедов был человеком, преданным и привязанным к своему театру. С 1988 по 1996 годы в кризисный период для театра Мамедов нёс на своих плечах тяжелую репертуарную нагрузку, он играл практически в каждом спектакле изо дня в день.
28 октября 2000 года был удостоен почётного звания «Заслуженный артист Азербайджанской Республики», 25 июня 2013 года -«Народный артист Азербайджанской Республики».
Он был награждён Президентской премией 9 мая 2012 года, 30 апреля 2014 года, 6 мая 2015 года и 6 мая 2016 года.
Рамиз Мамедов проживал в Баку. Скончался от продолжительной онкологической болезни 21 марта 2021 года.

## Награды и премии
- Народный артист Азербайджанской Республики — 2013,
- Заслуженный артист Азербайджанской ССР — 2000.
- Президентская премия — 2012, 2014 по 2016 годы.

## Фильмография
- Работник театра в фильме Тысяча первая гастроль,
- Роль в фильме Яблоко как яблоко,
- Администратор в фильме Не бойся, я с тобой (фильм),
- Человек в аэропорту в фильме Дорожное происшествие.